# M40火炎放射器
M40火炎放射器（M40かえんほうしゃき、ドイツ語: Flammenwerfer 40）は1940年にドイツで開発された携帯型火炎放射器である。FmW40と表記する資料もある。

## 開発経緯
1930年からドイツ軍で採用されていたM35火炎放射器の後継と重量対策として研究され、1940年に制式化された。
従来の背負い方式を採用し、燃料タンクの形状はそれまでの円筒型から両サイドの燃料タンクをリング状に結合した浮き輪形をしている。タンクは二重構造で、外側に燃料、内側には放射用の窒素が充填されている。点火方式はM35と同じく噴射ノズル部分から噴出する窒素ガスに着火させる方法を採用した。大幅な重量軽減を行った結果、M40の総重量はM35よりも10キログラム以上軽くなり、21.3キログラムとなったが、搭載できる燃料の量も三分の一ほど少なくなっており、射程はM35と同等だが放射回数は減ってしまったとみられる。この事からドイツ国防軍ではM40は前線では実用的ではないと判断。M41火炎放射器の登場までの間、軍では少数が配備されただけだった。